# László Pálinkás
László Pálinkás (15 de enero de 1959) es un deportista húngaro que compitió en natación adaptada. Ganó una medalla de oro en los Juegos Paralímpicos de Nueva York y Stoke Mandeville 1984 en la prueba de 4 × 50 m estilos (clase L1-L6).

## Palmarés internacional
| Juegos Paralímpicos | Juegos Paralímpicos                                        | Juegos Paralímpicos | Juegos Paralímpicos    |
| Año                 | Lugar                                                      | Medalla             | Prueba                 |
| ------------------- | ---------------------------------------------------------- | ------------------- | ---------------------- |
| 1984                | Nueva York (Estados Unidos) Stoke Mandeville (Reino Unido) | Medalla de oro      | 4 × 50 m estilos L1-L6 |